# Kaşıkcı (Buldan)
Kaşıkcı ist ein Dorf im Landkreis Buldan der türkischen Provinz Denizli. Kaşıkcı liegt etwa 71 km nordwestlich der Provinzhauptstadt Denizli und 23 km nordwestlich von Buldan. Kaşıkcı hatte laut der letzten Volkszählung 302 Einwohner (Stand Ende Dezember 2010).